# Nemania primolutea
Nemania primolutea är en svampart som beskrevs av Y.M. Ju, H.M. Hsieh & J.D. Rogers 2005. Nemania primolutea ingår i släktet Nemania och familjen kolkärnsvampar.   Inga underarter finns listade i Catalogue of Life.